# Dolmen de Kergonfalz
Ne doit pas être confondu avec Allée couverte de Kergonfalz.
Le dolmen de Kergonfalz (ou tumulus de Kergonfalz), improprement aussi appelé Trou des Chouans, est un dolmen situé au Bignan, dans le département français du Morbihan.

## Localisation
L'édifice est situé dans un bois immédiatement au nord de la route de Moustoir-Ac. Il est situé à environ 480 m à vol d'oiseau au nord du hameau qui lui donne son nom, 230 m au sud-ouest du hameau de Kergal et 200 m à l'est du hameau de Saint-Just. À environ 50 m à l'est, de l'autre côté de la route de Moustoir-Ac, se dresse l'allée couverte de Kergonfalz.

## Historique
Le dolmen a été exploré en 1864 par R. Galles et A. Mauricet, membres fondateurs de la Société polymathique du Morbihan. À la suite de cette fouille, le dolmen sera abusivement dénommé Trou des Chouans, or Galles et Mauricet mentionnant un tumulus intact avant fouille, les Chouans ne peuvent l'avoir utilisé comme cachette.
L'édifice est classé au titre des monuments historiques par arrêté du 5 mars 1969.

## Description
Le dolmen est du type dolmen à couloir mais l'architecture du couloir est très originale, unique en son genre. Le dolmen est enserré dans un tumulus circulaire, d'environ 30 m de diamètre sur 3,50 m de hauteur, constitué d'une couche de pierre sèche surmontée d'une couche de terre d'une épaisseur de 0,50 m. La chambre est de forme rectangulaire (2,3 m de long, 1,75 m de large et 1,75 m de haut), avec un axe principal orienté nord-ouest/sud-est. Elle est délimitée par des orthostates et recouverte d'une unique table de couverture. Le couloir mesure 5,2 m de long sur 0,80 m de large, il est orienté selon un axe est-nord-est/ouest-sud-ouest. Les murs sont constitués d'une alternance d'orthostates et de murets en pierre sèche. Le couloir comporte une première rupture à 2,4 m de l'entrée : la hauteur sous dalle passe alors de 0,80 m à 1,50 m. Juste avant l'entrée de la chambre, le couloir comporte une seconde rupture : il bifurque brutalement et s'achève au pied de la porte d'entrée de la chambre (0,60 m de large) située dans l'angle sud de celle-ci. L'ensemble du couloir est recouvert de plusieurs dalles de couverture.

## Matériel archéologique
Des ossements humains y ont été recueillis. Le mobilier découvert comprend une grande écuelle carénée à fond rond, une lame en silex du Grand-Pressigny (250 mm de long), une petite lamelle en silex et trois haches polies à tranchant et talon arrondis et bords équarris.Quatre grandes dalles en granite, légèrement creusées par des cuvettes oblongues peu profondes, découvertes dans l'entrée du dolmen, ont été interprétées comme des meules dormantes. L'ensemble du matériel archéologique est conservé dans les collections de la Société polymathique du Morbihan.